# Tai Wei (cráter)
Tai Wei es un cráter de impacto ubicado en la cara visible de la Luna, en la zona norte del Mare Imbrium. Se encuentra al nornoreste de los cráteres Helicon y Le Verrier; al sur de los Montes Recti; y al este-sureste del Promontorium Laplace. El grupo de tres pequeños cráteres al que pertenece (formado por el propio Tai Wei, Tian Shi y Zi Wei) se halla considerablemente aislado con respecto a otras formaciones lunares notables, en el interior de la planicie del mar lunar. Dos cráteres satélite del Promontorium Laplace, Laplace A y Laplace F, son los elementos destacables más próximos.
|  |

Es un cráter de contorno irregular, con un albedo superior al de la superficie basáltica del mar lunar circundante. La Unión Astronómica Internacional aprobó oficialmente el 5 de octubre de 2015 la inclusión de cuatro nuevos topónimos en la cartografía lunar, relacionados con el lugar de aterrizaje de la sonda china Chang'e 3: el punto donde se halla la sonda, denominado Guang Han Gong y los tres cráteres ya mencionados.

## Referencias

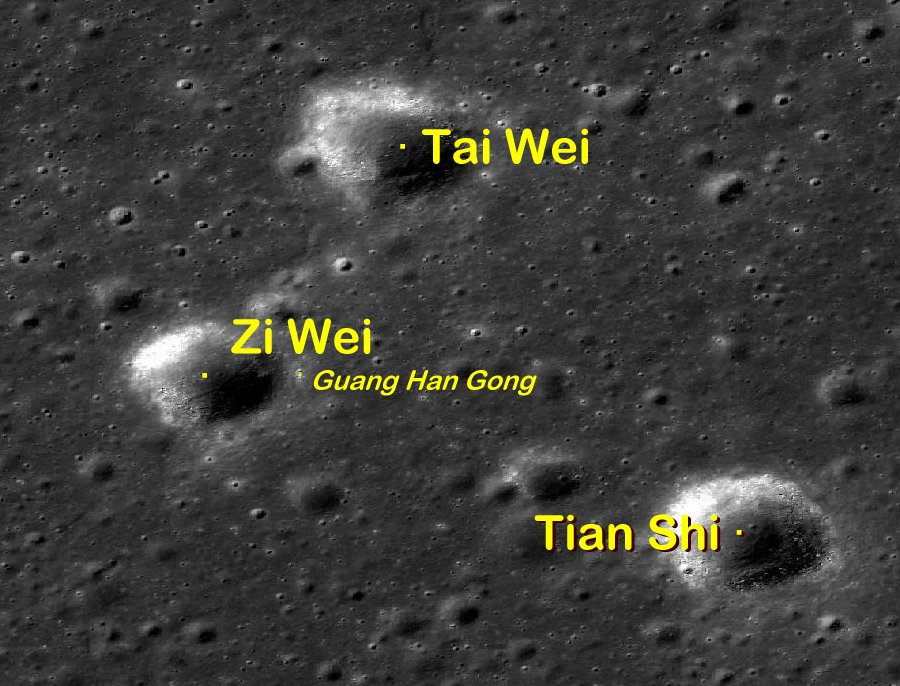
Entorno de Tai Wei (imagen LRO)